# Phrae
Phrae è una città della Thailandia settentrionale, situata lungo il corso del fiume Yom.

## Geografia antropica

### Suddivisioni amministrative
La città di Phrae è il centro del Distretto di Phrae, uno degli 11 che formano la provincia omonima.
Il distretto è suddiviso in 10 sottodistretti (tambon), a loro volta comprendono 86 villaggi (muban):